# Klimatologija
Klimatologija (iz stare grščine κλίμα, klima: »kraj, cona« in -λογία, -logia: »veda, znanost«) je znanstvena veda, ki se ukvarja s preučevanjem podnebja. To pomeni, da se ukvarja s preučevanjem dolgoročnih vzorcev v ozračju v časovnem merilu nekaj desetletij in več na regionalni ali globalni ravni, po čemer se razlikuje od meteorologije, ki se ukvarja z napovedovanjem kratkoročnega dogajanja v ozračju. Je ena od ved o Zemlji. 
Znanstvenik, ki deluje na področju klimatologije, je klimatolog. Zaradi narave dela zahteva izrazito interdisciplinarno izobrazbo in znanje s področij fizike, matematike, računalništva ter sorodnih ved o Zemlji. V Sloveniji je predmet Klimatologija del univerzitetnega študija krajinske arhitekture na Biotehniški fakulteti v Ljubljani in fizike na Fakulteti za matematiko in fiziko v Ljubljani. V tujini, predvsem ZDA, ponujajo univerze tudi samostojne študijske programe klimatologije.

## Zgodovina
Je razmeroma mlada veda; sistematično so se z vzroki za podnebne vzorce pričeli ukvarjati posamezniki sredi 19. stoletja, ko so geologi odkrili dokaze o ledenih dobah in podobnih velikih motnjah v geološkem zapisu. Za pionirje veljajo kemik Svante Arrhenius, geolog Thomas Chamberlin, inženir Guy Callendar in drugi, ki so objavili prva dela, ki so posegala na to področje. Do konca prve polovice 20. stoletja so se redki znanstveniki, ki so se specializirali za to področje, ukvarjali predvsem z urejanjem podatkov in opisovanjem »normalnega« stanja podnebja ter grobim napovedovanjem vremenskih vzorcev s statistično obdelavo preteklih. Klimatologija je v veliki meri stagnirala in niti ni imela ugleda prave znanstvene discipline.
Šele raziskovalci, kot je Vilhelm Bjerknes, so razvili prve grobe fizikalne modele dogajanja v ozračju. Aktivnost na tem področju se je skoncentrirala v ZDA takoj po drugi svetovni vojni, ko se je mnogo strokovnjakov izšolalo za napovedovanje vremena v vojaške namene, cilj, ki je ostal aktualen tudi kasneje med hladno vojno. Na čelu te renesanse je bila skupina na Univerzi v Chicagu pod vodstvom Carla-Gustava Rossbyja, ki je prva začela s sistematičnim razvojem modelov. Razvoj je pospešil tudi bliskovit napredek tehnike v tem obdobju (npr. razvoj vremenskih radarjev), ki je izjemno olajšala zbiranje podatkov, in napredek sorodnih področij, predvsem geofizike. Po drugi strani izvirajo iz obdobja hladne vojne tudi zamisli o načrtnem spreminjanju podnebja.
Nov pretres je prišel v naslednjih desetletjih, ko je postalo jasno, da podnebje ni statičen, temveč spremenljiv sistem. Narava je enega za drugim razveljavila statistične koncepte, kot so »stoletne poplave«, okrog katerih je bilo skoncentrirano dotakratno delo. Razvoj vremenskih satelitov je takrat omogočil spremljanje pojavov na globalni, ne samo regionalni ravni, in v 1970. letih so, zahvaljujoč napredku računalništva, nastali prvi uporabni modeli celotnega ozračja. Počasi se je uveljavilo spoznanje, da je dogajanja na taki ravni možno razlagati samo s kompleksnim spletom dejavnikov, in razkrilo nujnost interdisciplinarnega pristopa. Takrat so prvič začeli razmišljati o vplivu ekosistema in konkretno človeka na podnebje.
Zahvaljujoč obilnemu financiranju vlad, ki so se zavedle pomembnosti podnebja za dobrobit prebivalstva, je bilo konec 20. stoletja zagnanih več mednarodnih interdisciplinarnih projektov. Nastal je tudi Medvladni odbor za podnebne spremembe (IPCC), ki je postal osrednje svetovalno telo za koordinacijo. V začetku 21. stoletja so raziskave privedle do zaključka, da je za globalno segrevanje, kot ga opazujemo danes, v določeni meri odgovorna tudi človeška aktivnost. Ta zaključek je zaradi implikacij za ekonomsko politiko in sam način življenja sodobnega človeka pritegnil veliko pozornost najširše javnosti.